# Суинфорды
Суинфорды (англ. Swynford family) — английский дворянский род, представители которого получили наибольшую известность в XIV—XV веках. Его владения находились в Лестершире и Линкольншире. 
Возвышение рода произошло благодаря Екатерине Суинфорд (Роэ), вдове рыцаря Хью Суинфорда, которая была сначала любовницей, а потом женой Джона Гонта, герцога Ланкастера, одного из сыновей короля Англии Эдуарда III. Благодаря этому её сын от брака с Хью, Томас (II) Суинфорд, смог сделать карьеру при дворе короля Генриха IV. Но в 1406 году он перешёл на службу к своему единоутробному брату Томасу Бофорту и в дальнейшем не играл особой роли в английской политике.

## История
Некоторые исследователи высказывали предположение, что род Суинфордов имел англосаксонские корни, однако доказательств этого не существует. Род, вероятно, происходил из Суинфорда в Лестершире, при этом в «Книге Страшного суда» упоминания о его представителях отсутствуют. Род был достаточно разветвлённым, в Средние века встречаются многочисленные упоминания о его представителях, однако попытки создать точную генеалогию Суинфордов до XIV века успехами не увенчались.
Первым достоверно известным представителем рода, от которого можно составить генеалогию, был, вероятно, сэр Томас (I) Суинфорд (умер 3 ноября 1361). О его происхождении высказывались разные предположения. Долгое время считалось, что он мог быть младшим сыном или внуком сэра Томаса Суинфорда из Найта в Линкольншире (умер в 1312), однако в настоящее время данная версия считается маловероятной. Как указывает Э. Уэйр, возможно, что отцом Томаса (I) был сэр Роберт де Суинфорд, который не позже 1343 года продал принадлежавшее ему поместье Бергейт в Саффолке, сделав своих наследников безземельными. Вероятно, что этот Роберт идентичен Роберту Суинфорду, рыцарю из Норвича, которому в 1345 году перед смертью отпустили все грехи, как и его жене Маргарет и сэру Томасу (I) Суинфорду (вероятно, их сыну). Возможно, что у Томаса был брат по имени Норман и сестра по имени Анна. Судя по всему, он был родственником Джона де Суинфорда, владевшего в 1311 году поместьем Бергейт, однако Роберт де Суинфорд, судя по всему, не являлся его сыном. Также этот Джон не идентичен Джону де Суинфорду (умер в 1332), который был членом парламента от Хантингдоншира. При этом у всех троих на гербовом щите были изображены 3 золотые кабаньи головы на серебряном поле. Одним из доказательств родства Томаса с владельцами Бергейта частым местом захоронения представителей семейства Друри из Саффолка, представитель которого в XV веке женился на Екатерине Суинфорд, правнучке Томаса, была приходская церковь Бергейта.
Томас (I) в августе 1345 года купил у представителей рода Купплдайк поместье Колби в Линкольншире, став арендатором частично короля Эдуарда III, а частично — его сына, Джона Гонта, поскольку часть земель поместья входили в состав принадлежавшего тому графства Ричмонд. Начиная с 1340-х и до 1356 года Томас Суинфорд занимал различные должности в Бедфордшире, Бакингемшире и Ратленде. В 1356 году он купил у Джона де ла Кроя поместье Кетлторп в Линкольншире, располагавшееся неподалёку от другого его поместья, Колби, после чего в 1357 году переселился туда вместе с женой. С этого момента и до 1498 года Кетлторп стал главной резиденцией Суинфордов.
Томас Суинфорд был женат на Николе, вдове сэра Ральфа Бассета из Уэлдона. Р. Коул, исследовавший генеалогию рода Суинфордов, предположил, что она могла быть дочерью сэра Роберта де Ардена из Дрейтона (Оксфордшир), однако другие исследователи поставили это под сомнение. Их сыном был Хью Суинфорд (около 1340 — 13 ноября 1371), который большую часть жизни провёл в военных походах. В 1356 году в составе армии Эдуарда Чёрного принца сражался при Пуатье; участвовал в военных кампаниях Джона Гонта в Кастилии (1366 и 1369) и во Франции (1370—1371).
Хью был женат на Екатерине Роэ (Суинфорд) (около 1350 — 10 мая 1403), дочери рыцаря из Эно Пейна де Роэ. Она воспитывалась при английском королевском дворе, позже оказалась на службе у Бланки Ланкастерской, первой жены Джона Гонта. После смерти герцогини Екатерина стала фрейлиной дочерей герцога.
Единственным сыном Хью и Екатерины был Томас (II) Суинфорд (4 февраля 1367 — 2 апреля 1432); кроме того, в этом браке родилось от 1 до 3 дочерей. Томас рано лишился отца. Его мать вскоре после смерти мужа стала любовницей Джона Гонта, который проявил заботу о Томасе, взяв к себе на службу. Позже он передал его своему наследнику, будущему королю Генриху IV, к которому Томас сильно привязался. В его свите он в 1390 году принял участие в крестовом походе Тевтонского ордена в Восточную Европу. По возвращении Томас оказался на службе у Гонта, который в 1396 году женился на его матери.
После свержения Генрихом IV Ричарда II карьера Томаса пошла вверх. Новый король сделал ему ряд пожалований. В конце 1399 — начале 1400 года Томас был одним из тюремщиков свергнутого короля в замке Понтефракт и, по сообщению хрониста Адама из Аска, был основным виновником смерти Ричарда, которого заморил голодом. В 1404—1406 годах Томас принимал участие в мирных переговорах с Францией и Фландрией. Но в 1406 году он перешёл на службу к своему единоутробному брату Томасу Бофорту.
В 1411 году Томас пытался получить владения своего деда по матери в Эно, но неизвестно, увенчались ли его усилия успехом. К концу жизни он был вынужден передать свои поместья попечителям и умер фактически безземельным.
От двух браков Томас оставил 2 сыновей и дочь. Его наследник, Томас (III), ненадолго пережил отца; он умер в 1440 году, оставив несовершеннолетнего сына, Томаса (IV) (1435 — 3 мая 1498). В 1468 году тот передал Кетлторп и Колби своему дяде Уильяму, который умер не позже 1483 года, после чего поместья вернулись к Томасу. Он умер в 1498 году, не оставив наследников, с ним угасла мужская линия потомков Хью и Екатерины Суинфордов. Его владения унаследовали потомки сестры, Маргарет Суинфорд, от брака с Томасом Паунсефотом.

## Владения
Основным местом жительства потомков Томаса (I) де Суинфорда было поместье Кетлторп, располагавшееся в 12 милях к западу от Линкольна. Оно занимало примерно три тысяча акров, большая часть из которых приходилась на лес. В состав поместья входили также деревни Лотертон, Ньютон-он-Трент и Фентон. Другое поместье Суинфорда, Колби, располагавшееся в семи милях к югу от Линкольна, было разделено на две равные части, каждая из которых составляла около 90 акров земли и 15 акров пастбищ. В 1367 году южная часть поместья приносила доход в 54 шиллинга и четыре пенса, причём арендная плата, выплачиваемая Джону Гонту как графу Ричмонду, составляла два шиллинга. Другая часть поместья принадлежала королю и составляла половину рыцарского фьефа. В 1361 году она не приносила особого дохода, поскольку земля была бесплодной, а голубятня и мельница лежали в руинах; его стоимость составляла 37 шиллингов и 10 пенсов — треть от суммы, когда-то уплаченной отцом Хью за его покупку. 

## Генеалогия
- Роберт де Суинфорд (умер в 1345), владелец Бургейта в Саффолке; жена: Маргарет[2][1].
  - Томас (I) де Суинфорд (умер 3 ноября 1361), владелец Колби с 1345 года, владелец Кетлторпа с 1356 года; жена: Николь, вдова сэра Ральфа Бассета из Уэлдона[К 4][1].
    -  сэр Хью Суинфорд (около 1340 — 13 ноября 1371), владелец Колби и Кетлторпа с 1361 года; жена: до 1362 Кэтрин (Екатерина) Роэ (около 1350 — 10 мая 1403), дочь рыцаря из Эно Пейна де Роэ[1][4].
      - Бланка де Суинфорд (около 1363 — ?)[5].
      - (?) Маргарита де Суинфорд (около 1364 — ?), монахиня в аббатстве Баркинг[англ.] с 1377[5].
      - (?) Дороти де Суинфорд (около 1366 — ?); муж: Томас Тимелби из Пулхэма (умер в 1390), шериф Линкольншира в 1380[5].
      -  сэр Томас (II) де Суинфорд (4 февраля 1367 — 2 апреля 1432), владелец Колби и Кетлторпа с 1371 года, шериф Линкольншира[англ.] 1401—1402 годах; 1-я жена: с 1383 Джейн Крофилл из Ноттингема (умерла между 1416 и 1421). Её точное происхождение неизвестно[К 5][8][7][9]; 2-я жена: до июля Маргарет Грей (умерла в 1454), дочь Генри Грея, 5-го барона Грея из Уилтона, вдова Джона Дарси, 5-го барона Дарси из Найта[7]
        - (от 1-го брака) Томас (III) де Суинфорд (около 1406 — 8 января 1440), владелец Колби и Кетлторпа с 1432 года[7].
          - Томас (IV) де Суинфорд (1435 — 3 мая 1498), владелец Колби и Кетлторпа в 1440—1468 и 1483—1498 годах[7].
          - Маргарет де Суинфорд; муж: Томас Паунсефот; их потомки унаследовали в 1498 году Колби и Кетлторп[7].

        - (от 1-го брака) Екатерина де Суинфорд (умерла в 1478); муж: Уильям Друри из Роуэма (Саффолк)[7].
        -  (от 2-го брака) Уильям Суинфорд (умер до 1483), владелец Колби и Кетлторпа с 1468 года[7].

  - (?) Норман де Суинфорд[2][1].
  -  (?) Анна де Суинфорд[2][1].